# San Pedro Molinos
San Pedro Molinos es una localidad del estado mexicano de Oaxaca. Es cabecera del municipio de San Pedro Molinos.

## Demografía
| Censo | Población |
| ----- | --------- |
| 1900  | 802       |
| 1910  | 704       |
| 1921  | 642       |
| 1930  | 661       |
| 1940  | 499       |
| 1950  | 532       |
| 1960  | 514       |
| 1970  | 385       |
| 1980  | 466       |
| 1990  | 416       |
| 1995  | 466       |
| 2000  | 294       |
| 2005  | 357       |
| 2010  | 415       |
| 2020  | 395       |